# جيمس كير (سياسي نيوزلندي)
جيمس كير (بالإنجليزية: James Kerr)‏ هو سياسي نيوزلندي، ولد في 1834 في المملكة المتحدة، وتوفي في 25 أغسطس 1901.